# 首創環境
首創環境控股有限公司，簡稱首創環境（英語：Capital Environment Holdings Limited，港交所：3989）為一家於香港聯合交易所掛牌上市的公司，前身為恒寶利國際控股有限公司，從事製衣紡織業。2011年國企北京首都創業集團收購入主後，易名為新環保能源控股有限公司，變身為一家綜合廢物處理方案和環保基礎建設服務之供應商，並專注於廢物處理設施的技術開發、設計、系統集成、項目投資、顧問、營運及維護，尤其是廢物轉化能源(Waste-To-Energy, WTE)項目。
現時於中國各地營運及建設中共14個環保項目。

## 公司發展資料
2014年5月8日，和安徽鑫港爐料股份有限公司達成協購，收購後者旗下經營家電拆解的安徽鑫港環保科技95%股權，作價2,774萬元人民幣，折合港元近3500萬元。目標公司每年處理量為60萬台，同年下半年可增至120萬台。目標公司計劃以拆解電視機為主要業務。
2014年5月27日，更改公司名稱改為「Capital Environment Holdings Limited」，新中文名稱為「首創環境控股有限公司」，5月30日起以新的股份簡稱「CAPITAL ENV」及「首創環境」於聯交所買賣，股份代號不變。
2014年8月27日，和黑龍江伊春市政府簽訂生物質發電廠，總投資15億元人民幣興建三至四座日處理600噸的生物質發電廠。

## 公司項目
| 地方   | 項目名稱                                       | 業務              | 狀態 |
| ------ | ---------------------------------------------- | ----------------- | ---- |
| 江西   | 南昌市垃圾焚燒發電廠                           | 垃圾發電          | 營運 |
| 貴州   | 都勻市生活垃圾填埋場                           | 垃圾填埋          | 營運 |
| 貴州   | 甕安縣生活垃圾填埋場                           | 垃圾填埋          | 營運 |
| 江蘇   | 蘇北廢舊汽車家電拆解再生利用有限公司 (55%股權) | 電子拆解          | 營運 |
| 江蘇   | 揚州市餐廚廢棄物集中收運處理項目               | 餐廚處理          | 在建 |
| 廣東   | 惠州市廣惠能源生活垃圾焚燒發電廠 (97%股權)     | 垃圾發電          | 營運 |
| 北京市 | 董村分類綜合處理廠 (60%股權)                   | 垃圾發電 餐廚處理 | 在建 |
| 廣東   | 深圳市平湖生活垃圾焚燒發電廠一期 (46%股權)     | 垃圾發電          | 營運 |
| 安徽   | 安徽鑫港環保科技 (95%股權)                     | 電子拆解          | 營運 |
| 黑龍江 | 伊春市生物質熱電聯產工程項目                   | 生物質發電        | 在建 |
| 浙江   | 浙江卓尚環保能源有限公司 (70%股權)             | 餐廚處理          | 在建 |
| 山西   | 臨猗縣鄉村垃圾收集儲運及垃圾焚燒發電廠項目     | 垃圾發電          | 在建 |
| 遼寧   | 葫蘆島市城市生活垃圾治理工程項目               | 垃圾填埋          | 在建 |
| 江蘇   | 揚州市危險廢物處理項目                         | 危廢處理          | 在建 |

## 連結
- 首創環境控股有限公司官方網站 （页面存档备份，存于）